# Casearia wynadensis
Casearia wynadensis är en videväxtart som beskrevs av Richard Henry Beddome. Casearia wynadensis ingår i släktet Casearia och familjen videväxter. Inga underarter finns listade i Catalogue of Life.